# Morris (Birmingham)
Morris is een historisch merk van motorfietsen.
De bedrijfsnaam was: John Morris, later Morris Ltd., Knowle, Birmingham.
Engels bedrijf dat niet verbonden was met de firma William Morris. John Morris bouwde alleen een 247 cc-model met eigen tweetaktmotor, dat van 1913 tot 1922 werd geleverd.